# Liste des gouverneurs du territoire de Neuchâtel
Le comté de Neuchâtel, puis principauté, a appartenu à un grand nombre de seigneurs au cours du temps. Souvent lointains, ils furent pour la plupart représentés par des gouverneurs sur place. En voici la liste :

## Sous les Orléans-Longueville
- 1529-1552 : Georges de Rive[1] ;
- 1552-1576 : Jean-Jacques de Bonstetten[2] ;
- 1577-1583 : George de Diesbach[3] ;
- 1583-1594 : Pierre Vallier[4] ;
- 1596-1623 : Jacques Vallier[5] ;
- 1628-1645 : François d'Affry[6] ;
- 1645-1664 : Jacques d'Estavayer-Molondin, dit de Stavay-Mollondin[7] ;
- 1664-1670 : Urs d'Estavayer-Lully, dit de Stavay-Lully[8] ;
- 1670-1679 : François-Pierre d'Affry[8] ;
- 1679-1682 : François Louis Blaise d'Estavayer-Molondin, dit de Stavay-Mollondin[8] ;
- 1682-1694 : Joseph-Nicolas d'Affry[9] ;
- 1694-1699 : François Jacques d'Estavayer-Montet, dit de Stavay-Montet[10] ;
- 1699-1707 : François Henri d'Estavayer-Molondin, dit de Stavay-Mollondin[10] ;

## Sous les Hohenzollern (1errégime)
- 1707-1709 : Ernst von Metternich, en tant que plénipotentiaire du roi de Prusse[11] ;
- 1709-1714 : vacance ;
- 1714-1720 : Général-major François de Langes de Lubières[12] ;
- 1720-1737 : Colonel Paul de Froment[12] ;
- 1738-1742 : Lieutenant-colonel Brueys de Bézuc[12] ;
- 1742-1754 : Colonel Jean de Natalis (de)[12] ;
- 1754-1768 : Lord George Keith, maréchal d'Écosse[12] ;
- 1765-1768 : Louis Michel, conseiller privé et ex-ministre de Prusse à Londres, vice-gouverneur[12] ;
- 1768-1779 : Lieutenant-général Scipion de Lentulus[12] ;
- 1779-1806 : Colonel, puis lieutenant-général Louis Théophile de Béville[12] ;

## Sous Berthier
- 1806, 1809-1813 : François Victor Jean de Lespérut, commissaire général et extraordinaire (1806), puis gouverneur (1809-1813)[12].

## Sous les Hohenzollern (2erégime)
- 1814-1822 : Jean-Pierre de Chambrier d'Oleyres, ex-ministre plénipotentiaire de Prusse en Suisse[12] ;
- 1823-1830 : Lieutenant-général Friedrich Wilhelm Christian von Zastrow (de)[12] ;
- 1831-1848 : Général Ernst von Pfuel, commissaire royal (1831), gouverneur (1831-1848)[12].